# Bertrand Vinsonneau
Pas d'image ? Cliquez ici

a Compétitions nationales et continentales officielles uniquement.

b Matchs officiels uniquement.
Bertrand Vinsonneau (parfois désigné en tant que Bernard Vinsonneau), né le 6 juin 1949 à Caudéran, est un joueur français de rugby à XV qui évolue au poste de troisième ligne aile. Il joue l'intégralité de sa carrière senior au sein du club de l'US Dax.

## Biographie
Arrivés à Saint-Vincent-de-Tyrosse à l'âge de 12 ans, Bertrand Vinsonneau et son frère Pascal pratiquent d'abord plutôt le football. Ils se tournent ensuite naturellement vers le club de rugby à XV local, l'US Tyrosse, en catégorie cadets,.
À partir de la saison 1967-1968, Bertrand rejoint les Reichels de l'US Dax. Il est appelé pour la première fois en équipe première senior au printemps 1969. Il évolue ensuite en équipe réserve avec laquelle il décroche le titre de champion de France en 1970,. Sa polyvalence aux différents postes de deuxième et de troisième ligne lui permet d'assurer sa place de titulaire lors de son retour avec l'équipe première.
Il est rejoint par son frère Pascal au sein du club dacquois pendant deux saisons, de 1971 à 1973.
Après une première sélection en équipe de France « B » fin 1971, Vinsonneau est appelé dans le groupe de l'équipe de France dans le cadre de la tournée de l'équipe de France de 1972 en Australie (en). Il ne dispute que les tests-matchs non-officiels contre les sélections régionales australiennes, afin de permettre une rotation et de laisser au repos Walter Spanghero, titulaire au poste de troisième ligne aile, en vue des matchs contre l'Australie. S'il n'a ainsi jamais porté le maillot officiel des Bleus, il est tout de même crédité d'une cape internationale par la Fédération française de rugby pour sa participation à la tournée,.
En 1973, il s'incline en finale du championnat de France avec l'US Dax, contre le Stadoceste tarbais sur la pelouse du stadium municipal de Toulouse,.
En 1982, alors qu'il est capitaine de l'équipe dacquoise, il remporte le Challenge Yves du Manoir, avec un essai à son actif lors de la finale contre le RC Narbonne. Il met un terme à sa carrière de joueur après cette saison.
Il prend ensuite en charge en tandem avec Michel Fosses la réserve « Nationale B », avec laquelle il remporte le titre de champion de France.
Parmi ses activités professionnelles extra-sportives, Vinsonneau possède une agence de voyages à Dax.

## Palmarès
- Championnat de France de première division :
  - Vice-champion (1) : 1973 avec l'US Dax.
- Challenge Yves du Manoir :
  - Vainqueur (1) : 1982 avec l'US Dax.